# アラン・ロアン (1853-1914)
アラン・ベンヤミン・アルトゥール・フュルスト・ロアン（Alain Benjamin Arthur Fürst Rohan, 1853年1月8日 - 1914年2月23日）は、オーストリア＝ハンガリー（二重帝国）領ボヘミアの貴族・大土地所有者。ロアン家家長。オーストリア貴族としてロアン侯、フランス貴族としてモントーバン公爵、ブイヨン公爵、ロシュフォール公及びゲメネ公の爵位を有した。

## 生涯
二重帝国陸軍少将の肩書を持つ軍人アルトゥール・ロアン侯子（1826年 - 1885年）と、その妻の伯爵令嬢ガブリエーレ・フォン・ヴァルトシュタイン＝ヴァルテンブルク（1827年 - 1890年）の間の第2子・次男。末の妹マリア・ベルタは、1894年スペインのカルリスタ王位請求者マドリード公カルロス・マリアの後妻となった。
1882年5月1日付で第7竜騎兵連隊所属の予備役騎兵大尉の肩書を授けられた。
1892年に大伯父カミーユ・ロアンからロアン侯その他の称号、北ボヘミアの広大な土地で構成される家族世襲財産、シフロフ城などを相続した。同時に、世襲のオーストリア貴族院議員席を引き継いだ。議員としてはリベラル派に近い大土地所有者立憲派に属した。1908年、金羊毛騎士団騎士に任じられた。

## 子女
1885年10月10日にプラハで、オーストリア首相を務めた政治家アドルフ・フォン・アウエルスペルク侯子の娘ヨハンナ（1860年 - 1922年）と結婚。夫婦の間には6人の子があった。
- ガブリエーレ・ベルト・ヨハンナ・エルネスティーネ・マリー・ジュヌヴィエーヴ（1887年 - 1917年）
- ベルタ・エルネスティーネ・アレー・セフェリーネ・ヨハンナ・マリア（1889年 - 1977年） - 1920年オットカール・フォン・ヘルツォーゲンベルク男爵と結婚
- ヨハンナ・マリー・ベルト・ガブリエーレ・エルネスティーネ・ダニエーラ（1890年 - 1961年） - 1922年ルドルフ・フォン・コロレード＝マンスフェルト伯爵と結婚
- アラン・アントン・ヨーゼフ・アドルフ・イグナーツ・マリア（1893年 - 1976年） - ロアン侯
- マリー・アンナ・アントーニア・ヨハンナ・エルネスティーネ・ガブリエーレ（1893年 - 1966年）
- カール・アントン・アドルフ・ユーリアン・ヴィクトル・マリア（1898年 - 1975年）

## 引用・脚注
1. ↑  Schematismus für das kaiserliche und königliche Heer und für die kaiserliche und königliche Kriegs-Marine für 1891. S. 581. https://archive.org/stream/schematismusfrd02kriegoog#page/n603/mode/1up
2. ↑  http://alex.onb.ac.at/cgi-content/alex?aid=sph&datum=0011&page=11&size=45